# Deblín
Deblín (deutsch Deblin, 1940–45 Döbleins) ist eine Minderstadt in Tschechien. Sie liegt sieben Kilometer südwestlich von Tišnov und gehört zum Okres Brno-venkov.

## Geographie
Deblín befindet sich auf einer Hochfläche in der Bobravská vrchovina zwischen zwei Quellarmen des Baches Deblínský potok. Gegen Norden liegt das tief eingeschnittene Tal der Blahoňůvka, südlich der Naturpark Údolí Bílého potoka. Nördlich erhebt sich der Žlíbky (496 m), im Osten der Nad Zámkem (476 m), südöstlich der Na Skalce (507 m) und im Westen die Pohořilka (477 m).
Nachbarorte sind Falcov, Dolní Loučky und Úsuší im Norden,  Čížky und Žernůvka im Nordosten, Vohančice und Pejškov im Osten, Holasice und Lažánky im Südosten, Maršov und Braníškov im Süden, Svatoslav im Südwesten, Pánov, Křižínkov und Katov im Westen sowie Prosatín, Blahoňov und Kuřimské Jestřabí im Nordwesten.

## Geschichte
Deblín wurde anhand von Keramikfunden im 10. Jahrhundert gegründet. Die erste schriftliche Erwähnung von Deblyn erfolgte im Jahre 1173 als Sitz des gleichnamigen Adelsgeschlechtes. Unter den Herren von Deblyn entstanden die Burg Deblyn und eine Burgbasilika im romanisch-gotischen Stil. Das Geschlecht von Deblyn gehörte seit dem Ende des 12. Jahrhunderts neben dem Lomnitzern und Pernsteinern zu den mächtigsten in der Umgebung. Im 13. Jahrhundert erfolgte eine Verpfändung der Herrschaft an verschiedene Adelsgeschlechter. Ratibor von Deblyn wurde von der Königinwitwe Konstanze zum Höfling berufen, im Gegenzug überließ er im Jahre 1234 seine Rechte an den Silberbergwerken bei Deblyn an Konstanzes Sohn, Markgraf Přemysl. Ratibor und sein Sohn Artléb traten im selben Jahre auch als Zeugen bei der Gründung des Klosters Porta Coeli in Erscheinung. Das Geschlecht von Deblyn erlosch zum Ende des 13. Jahrhunderts im Mannesstamme. Am 1. Juli 1299 überließ die Witwe des Meißner Burggrafen Bernhard von Hartenstein, Gerdrudis de Deblyn, die Burg und Herrschaft Deblín einschließlich der Dörfer Brisen, Noua uilla, Gestreb, Qualeschau, Blahonitz, Prosetin, Wesselitz, Chechna, Pischcan, Zaherleins, Braneschau, Marschau, Podole, Teblowitz und Oleschitz zum Seelenheil des Königs Wenzel II. und seiner verstorbenen Frau Guta von Habsburg sowie ihres eigenen und dem ihres verstorbenen Mannes dem Deutschritterorden. Vermutlich wegen der darin zur Bedingung gesetzten hohen Leibrente und der Ereignisse in Böhmen zur Zeit des Aussterbens der Přemysliden nahm der Orden diese Schenkung jedoch nicht an. Nachfolgende Besitzer der Herrschaft waren Gertruds Schwager Tas von Lomnice und ab 1312 dessen Witwe Katharina, geborene von Deblyn. Die Herren von Lomnitz hielten den Besitz bis 1415 und verkauften ihn dann an Archleb von Veteřov. Während der Hussitenkriege wurde die Gegend geplündert, die Dörfer Čeblovice und Žďárec erloschen gänzlich. Nachfolgende Besitzer waren die Herren von Boskowitz, die die Herrschaft Deblyn 1466 an die königliche Stadt Brünn verkauften. Die Burg war zu dieser Zeit dem Verfall preisgegeben; im Dreißigjährigen Kriege erlosch sie gänzlich und wurde schließlich als Baumaterial abgetragen. Nachdem die Stadt Brünn 1547 auch Kuřim erworben hatte, wurden die Deblyner Güter an die Herrschaft Kuřim angeschlossen. Im Laufe der Zeit wurde das Städtchen als Doblyn, Dobelin und Dobilin bezeichnet. 1784 wurde der herrschaftliche Hof parzelliert und an 20 deutsche Siedler aus Nordböhmen verkauft. Im Jahre 1793 bestand das Städtchen aus 90 Häusern und hatte etwa 500 Einwohner. In den Jahren 1842 bis 1846 erfolgte der Bau der Straße von Veverská Bítýška nach Deblín. 1848 begann der Bau eines Rathauses durch einige wohlhabende Bauern.
Nach der Aufhebung der Patrimonialherrschaften bildete Deblín ab 1850 eine Gemeinde in der Bezirkshauptmannschaft Brünn und dem Gerichtsbezirk Tischnowitz. 1853 vernichtete ein Großbrand 36 Häuser einschließlich des Pfarrhauses. Im Jahre 1860 wurde in Deblín ein k.k. Postamt eingerichtet. Die letzten Bergbauversuche um Deblín erfolgten in den 1860er Jahren, dabei handelte es sich um Schürfe auf Eisenerz. 1875 bildeten sich die ersten Zünfte. Im Jahre 1893 bestand das Städtchen aus knapp 200 Wohngebäuden und hatte fst 1200 Einwohner. Durch ein erneutes Großfeuer wurden im Juli 1893 40 Häuser zerstört. Infolgedessen gründete sich 1895 eine Freiwillige Feuerwehr. 1896 wurde Deblin der neugebildeten Bezirkshauptmannschaft Tischnowitz zugeordnet. Zwischen 1904 und 1905 entstand die Straße von Tischnowitz nach Deblin. 1932 erfolgte eine Erweiterung des Friedhofes nach Norden und die Errichtung der Friedhofsmauer. Im Jahre 1961 kam Deblín zum Okres Brno-venkov. Zwischen 1959 und 1963 erfolgte der Bau eines Kindergartens. Die neu errichtete Grundschule wurde 1967 eingeweiht. Am Jägerhaus wurde zwischen 1972 und 1974 wieder ein Teich angelegt, der alte Teich war in der Mitte des 19. Jahrhunderts beim Bau der Straße nach Svatoslav aufgelassen worden. Die Gemeinde führt seit 1999 ein Wappen und Banner. Seit dem 10. Oktober 2006 besitzt Deblín wieder den Status eines Městys.

## Gemeindegliederung
Für den Městys Deblín sind keine Ortsteile ausgewiesen.

## Sehenswürdigkeiten
- Pfarrkirche des hl. Nikolaus, der ursprünglich romanische Bau wurde im 13. Jahrhundert unter der Burg Deblyn innerhalb der Burganlage errichtet. Sie ist seit 1250 nachweislich. Ihre heutige barocke Gestaltung erhielt sie 1746 beim Umbau durch Moritz Grimm.
- steinernes Kruzifix an der Kirche, geschaffen 1805
- Tor zwischen dem Städtchen und dem Wirtschaftshof der ehemaligen Herrschaft
- Jägerhaus an der Straßengabelung nach Velká Bíteš und Veverská Bítýška, errichtet 1852 im Empirestil als Sitz der Forstverwaltung der Stadt Brünn
- Naturpark Údolí Bílého potoka